# فرنك غرب إفريقي
الفرنك الغرب إفريقي أو فرنك س ف ا غرب إفريقيا (بالفرنسية: (Franc CFA (UEMOA)‏، (أيزو 4217:XOF) هي عملة كل من بنين وبوركينا فاسو ساحل العاج وغينيا بيساو ومالي والنيجر والسنغال أي أعضاء المجموعة الاقتصادية لدول غرب إفريقيا. كما يوجد في إفريقيا فرنك خاص بدول وسط إفريقيا.
رغم كون فرنك المتداول في غرب إفريقيا تساوي قيمته الفرنك الوسط إفريقي، إلا أنه لا يمكن استعمال الفرنك الغرب إفريقي في دول وسط إفريقيا وبالعكس.

## التاريخ

خريطة الدول التي تستخدم الفرنك

تم إدخال الفرنك إلى المستعمرات الفرنسية في غرب إفريقيا في عام 1945، ليحل محل فرنك غرب إفريقيا الفرنسي. وكانت المستعمرات اللتي تستخدم الفرنك الإفريقي في غرب إفريقيا ساحل العاج، داهومي، السودان الفرنسي، موريتانيا، النيجر، السنغال، توغو وفولتا العليا. وواصلت المستعمرات في استخدام العملة بعد استقلالها، إلا مالي، التي استبدلته بالفرنك المالي في عام 1961.
وفي عام 1973، استبدلت موريتانيا الأوقية بالفرنك. أعادت مالي استخدام الفرنك في عام 1984. واعتمدت المستعمرة البرتغالية السابقة غينيا بيساو الفرنك في عام 1997، ليحل محل بيزو غينيا بيساو.

## العملات الورقية
| الصورة | القيمة | اللون الرئيسي | الوصف                               | الوصف                        |
| الصورة | القيمة | اللون الرئيسي | الوجه                               | عكس                          |
| ------ | ------ | ------------- | ----------------------------------- | ---------------------------- |
|        | 500    | أخضر          | سد؛ رجل                             | جرار                         |
|        | 1,000  | برتقالي       | حصد الفول السوداني، امرأة           | منحوتات، نساء                |
|        | 2,500  | بنفسجي        | السد الكهرمائي، امرأة               | رش المحاصيل بالمبيدات        |
|        | 5,000  | أزرق          | مصنع                                | مجموعة من النساء             |
|        | 10,000 | أحمر          | البنك المركزي لدول غرب إفريقيا، رجل | امرأة تمشي على جسر من الكرمة |

| الصورة | الصورة | القيمة | اللون الرئيسي | الوصف                                            | الوصف                    |
| الوجه  | الظهر  | القيمة | اللون الرئيسي | الوجه                                            | العكس                    |
| ------ | ------ | ------ | ------------- | ------------------------------------------------ | ------------------------ |
|        |        | 500    | برتقالي       | سمكة منشار نحاسية؛ الحوسبة في غرب إفريقيا        | فرس النهر                |
|        |        | 1000   | أحمر          | سمكة منشار نحاسية؛ التعليم والصحة في غرب إفريقيا | جمال                     |
|        |        | 2000   | أزرق          | سمكة منشار نحاسية؛ النقل في غرب إفريقيا          | أسماك                    |
|        |        | 5000   | أخضر          | سمكة منشار نحاسية؛ الزراعة في غرب إفريقيا        | ظباء                     |
|        |        | 10,000 | بنفسجي        | سمكة منشار نحاسية؛ الاتصالات في غرب إفريقيا      | طيور توراكو أصفر المنقار |

## القطع النقدية
| الصورة | الصورة | القيمة | التركيبة              | الوصف                                | الوصف                                                                                         | تاريخ الإصدار |
| الوجه  | العكس  | القيمة | التركيبة              | الوجه                                | العكس                                                                                         | تاريخ الإصدار |
| ------ | ------ | ------ | --------------------- | ------------------------------------ | --------------------------------------------------------------------------------------------- | ------------- |
|        |        | 1      | صلب                   | شعار البنك المركزي لدول غرب إفريقيا. | قيمة العملة وسنة الإصدار                                                                      | 1976          |
|        |        | 5      | ألمنيوم وبرونز        | مها، ذرة وسورغم                      | قيمة العملة وشعار البنك المركزي لدول غرب إفريقيا                                              | 1960          |
|        |        | 10     | ألمنيوم وبرونز        | سحب المياه من بئر بمضخة هيدروليكية   | قيمة العملة وشعار البنك المركزي لدول غرب إفريقيا                                              | 1960          |
|        |        | 25     | ألمنيوم وبرونز        |                                      | قيمة العملة وشعار البنك المركزي لدول غرب إفريقيا                                              | 1960          |
|        |        | 50     | نحاس ونيكل            | شعار البنك المركزي لدول غرب إفريقيا. |                                                                                               | 1972          |
|        |        | 100    | نحاس ونيكل            | شعار البنك المركزي لدول غرب إفريقيا. |                                                                                               | 1967          |
|        |        | 200    | نحاس                  | شعار البنك المركزي لدول غرب إفريقيا. | تمثل الزخاف المنتجات الغذائية الرئيسية (الدخن والذرة والموز والأرز).                          | 2003          |
|        |        | 500    | نحاس ونيكل ونحاس أصفر | شعار البنك المركزي لدول غرب إفريقيا. | تمثل الزخارف منتجات التصدير الزراعية الرئيسية للمنطقة (الفول السوداني والكاكاو والبن والقطن). | 2003          |

## الجدل
كان هناك بعض الجدل حول ما إذا كان فرنك غرب إفريقيا يستعمل كطريقة لحفاظ فرنسا على نفوذها في المنطقة. على سبيل المثال، تتمثل إحدى «قواعد» العملة في أن البنوك المركزية لجميع الدول المعنية يجب أن تحتفظ بما لا يقل عن 50٪ من أصولها الأجنبية في الخزانة الفرنسية. يرى البعض أن هذا وسيلة للحفاظ على استقرار العملة بينما يرى البعض الآخر أنها تحد من الاستقلال الاقتصادي لدول غرب إفريقيا. أظهرت بعض الدراسات أن فرنك غرب إفريقيا قد قلل من التجارة البينية، جعل البلدان تعتمد على تصدير عدد محدود من السلع، وقلص القاعدة الصناعية، وجعل اقتصادات هذه الدول شديدة التأثر بالصدمات الخارجية. على الرغم من أنه خلال الفترة من أوائل الخمسينيات إلى منتصف الثمانينيات، شهدت بلدان الفرنك نموًا أعلى ومعدلات تضخم أقل من غيرها من بلدان جنوب الصحراء الكبرى.